# (523742) 2014 TZ85
(523742) 2014 TZ85 est un objet transneptunien en résonance 4:7 avec Neptune et une planète naine potentielle, ayant un diamètre d'environ 420 km.